# 牵制

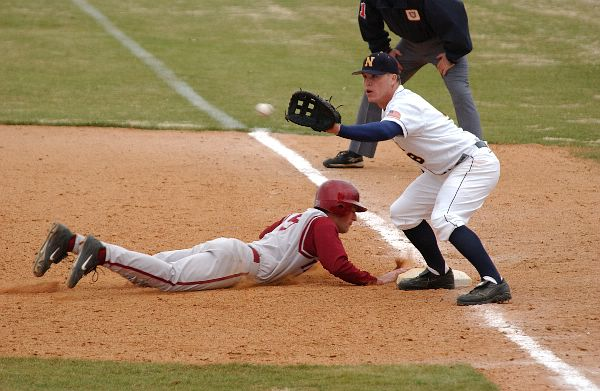
投手传球給一壘的野手，尝试牵制一垒跑垒员（红）出局

牵制（英語：Pickoff）指的是棒球比賽中，投手在活球状态下将球传向野手，以试图将提前离垒的跑垒员觸殺的动作。一次成功的牵制指的是投手传球牵制封杀跑垒员或者跑垒员安全回垒，一般来说被投手牵制过以后，跑垒员的离垒距离都会有所减小。捕手在接球后发现跑垒员离原所在垒时候也会做牵制（这里的牵制与捕手传球防盗垒不同）。
有的职业投手非常喜欢做牵制，有的人甚至平均每半局牵制数次。但是在业余比赛中，却很少有人做牵制，因为野手经常接球失误，成功率不高。在某些高中、大学联赛中，牵制是被禁止的。

## 技巧
投手会用各种技巧来伪装让跑垒员不知道自己是否要投球或者牵制。但是有些方法是会被判投手犯规的。
當壘包上有跑壘員時，投手要牽制前必須「解開」投球準備動作。我們舉一壘有人的例子：在投手進入投球準備動作時，投手若是右投手，雖然面對三壘方向，但仍然可以從眼角的餘光瞄到一壘跑壘員；而左投手因為投球姿勢面對一壘的關係，因此可以很清楚地注意到一壘跑壘員的動靜。右投手牵制的主要方法是：快速将前脚转向傳给野手，野手尝试接球封杀。而左投手由于其生理原因有两种方法可供选择：后退转向和假动作，前者指的是投手通过将后脚后移调整方向进行牵制，后者指的是投手在起前脚准备做投球动作时迅速靠单脚转身做牵制，这种手法极具欺骗性。曾有投手在一、三垒有人的情况下做出假装传三垒却转身传一垒封杀跑者的高难度动作。

## 目的
做牵制的目的有以下几种：
1. 最明显的目的是防止跑垒员盗垒或者尝试将心不在焉的跑垒员杀出局，投手常传球封杀一垒以迫使跑垒员跑向二垒，此时野手可简单的通过传球触杀跑垒员，造成盗垒失败。
2. 另一个原因是试图打消快速跑垒员的盗垒企图，如果有速度很快的跑垒员在垒上并且离垒很远，投手常常会进行数次牵制以使跑垒员离垒距离缩小，牵制很多次以后跑垒员可能会离垒很近或者投手可能会没有耐心。
3. 最后一个原因是通过反复牵制尝试破坏进攻方原来所制定的战术，常见的情况是当打者摆出短打姿势试图做一个短打时，投手通过几次牵制使打者放弃短打战术。

## 总结
總體來說，牵制动作对于投手来说是很重要的也是很必要的。有的投手尽管经常被打安打，但是通过良好的牵制技术仍然可以帮助球队获得胜利。牵制好的投手对于该队的防守至关重要，特别是遇到以快速上垒、盗垒为主要战术的队伍时，牵制往往可以良好的遏制对方的进攻。

## 外部連結
- 牵制在台灣棒球維基館上的頁面（繁體中文）